# Panganiban
Panganiban é um município de  quinta classe de renda municipal (d) na província Catanduanes, nas Filipinas. De acordo com o censo de 1 de maio  de  2020 possui uma população de 9 713 pessoas e 2 183 domicílios.